# BLUE
BLUE är en engelsk akronym för Best Linear Unbiased Estimator, vilket betyder ungefär "den linjära funktion som bäst approximerar data utan snedvridning". Inom regressionsanalysen visar man att minsta kvadratmetoden garanterar denna egenskap. BLUP härleddes av Charles Roy Henderson 1950, men termen "best linear unbiased predictor" verkar inte ha använts förrän 1962. Termen BLUP har sitt ursprung i arbetet vid University of Guelph i Kanada av Daniel Sorensen och Brian Kennedy, där de utökade Hendersons resultat till en modell som inkluderar flera urvalscykler.